# Очаківський район
Оча́ківський райо́н — колишня адміністративно-територіальна одиниця Миколаївської області України. Площа — 1 490 км². Станом на 2011 рік населення становило 15,9 тис. осіб. Адміністративний центр — місто Очаків. Район розташовувався у південній частині області і межує на півночі з Миколаївським, на заході — з Березанським, на сході — з Вітовським районами. На південному сході району розташований Дніпровсько-Бузький лиман, на південному заході — Березанський лиман. Район утворено 1923 року. 19 липня 2020 року було ліквідовано внаслідок адміністративно-територіальної реформи

## Географія
Територія району площею 1,49 тис. км² повністю лежить на Причорноморській низовині на узбережжі Чорного моря. У центрі й на півдні рельєф низовинний плоский, на півночі — пологохвилястий, слабо розчленований ярами і балками; присутні поди, западини. Абсолютні висоти до 70 м. На заході територія району омивається водами Березанського лиману, на півдні й сході — Дніпровсько-Бузького, на сході; Кінбурнський півострів на півдні омивається водами Ягорлицького лиману, на півночі — Дніпровсько-Бузького, на заході — водами Чорного моря. Берега лиманів та моря — абразійні уступи. На південь від Кінбурнської коси лежить острів Довгий, на захід — острів Березань.
Четвертинні відклади представлені лесами й лесовими суглинками. Присутні поклади глини, піску.
Район лежить в помірному кліматичному поясі. Пересічні температури січня -2,5..3,0°C; липня +22,5..23,0 °C. Середня річна сума атмосферних опадів 300—350 мм. Сніговий покрив взимку нестійкий. В агрокліматичному відношенні територія району належить до посушливої, помірно жаркої зони з м'якою зимою. Днів з температурою вище +10 °C 182 на рік.
Ґрунти району: південні чоронземи, чорноземи солонцюваті, темно-каштанові солонцюваті на півночі й в комплексі з солонцями, глеє-солодями подів на півдні.
Для території району типова типчаково-ковилова рослинність, яка збереглася лише на схилах балок. За часів радянської влади було висаджено 5100 га лісосмуг.
На території району створено ряд об'єктів природно-заповідного фонду загальнодержавного і місцевого значення:
- На півночі Кінбурнського півострова, острів Довгий — ділянка Чорноморського біосферного заповідника площею 2,7 тис. га.
- Білобережжя Святослава — національний природний парк площею 35,2 тис. га.
- Покровка — ботанічний заказник місцевого значення.
- Туркай — ботанічна пам'ятка природи місцевого значення.

Територія району лежить в Причорноморсько-Приазовській сухостеповій фізико-географічній провінції.
Річки: Балка Аджигольська.

## Історія

### Прадавня історія і античність
Про стародавню історію очаківської землі свідчать археологічні розкопки. У II тисячоліття до н. е. тут поселилися кімерійці. Про них згадує в «Одіссеї» Гомер. Сусідами кімерійців були фракійці і староіндійські племена меотів, синдів, дандаріїв та ін. У VIII столітті до н. е. їх змінили скіфи. В основному це були кочовики, але деякі племена почали займатися землеробством. З кінця III століття до н. е. в степах Північного Причорномор'я з'явилися сармати.
Історія скіфських і сарматських племен тісно пов'язана з життям грецького міста-колонії Ольвія, яке принесло на ці землі античну цивілізацію. Ольвія (дав.-гр. Óλβια — щаслива) — найважливіша грецька колонія в Нижньому Побужжі, в дельті Гіпаніса (Буга) та Борисфена (Дніпра), заснована вихідцями з Мілету в 647—646 р. до н. е.. Вихідці з Мілету Іонії в VII столітті до н. е. спочатку поселилися на острові Березань (тоді це був півострів), а потім, освоюючи нові території, вибрали місце для головного поліса в гирлі річки Південний Буг (Гипаніс) і назвали його Ольвія. Сільська округа (хора) Ольвійської держави майже точно відповідала території нинішнього Очаківського району. На місці Очаківського мису в ті часи знаходилося греко-сарматське поселення Алектор.
У III столітті н. е. Ольвійська держава не пережила нашестя німецьких племен остготів і вестготів і втратила значення античного центру. Після спустошливих набігів гунів в IV столітті зникають всілякі згадки про Ольвію.

### Середньовіччя
З IX століття Дніпро стає частиною великого торгового шляху «з варягів у греки». У цей період на берегах Дніпро-Бузького лиману з'являються старослов'янскі поселення уличів. У XII столітті ці поселення були зруйновані численними кочовими ордами, а на початку XIII століття ці території захопили татаро-монголи. В кінці XIV століття сюди прийшов з військом литовський князь Вітовт, на очаківському мисі він побудував фортецю Дашів. У 1492 році кримський хан Менглі-Гірей захопив Дашів і на його руїнах побудував нову фортецю — Кара-Кермен. Але потрапивши у васальну залежність від Туреччини, вони вимушені були віддати фортецю їй. Турки додатково укріпили оборонні споруди дерев'яною стіною і перейменували фортецю в Ачі-Кале тур. Özi (Ачил — прохід у морі).
У 1626 році, за правління султана Мурада IV фортеця була значно розширена. Значну частину населення міста складали нащадки слов'ян, греки, вірмени, молдовани. У фортеці в цей час знаходилося десятитисячне турецьке військо. У степу кочували татари-ногайці.
Очаків (руська назва Ачі-Кале) був опорою для розбійних набігів турецько-татарських загарбників на слов'янські землі. Починаючи з XVI століття і до кінця XVIII століття під Очаковом багато раз відбувалися битви. У 1669 році запорізькі козаки кошового отамана Івана Сірка зруйнували фортецю і звільнили 7 тисяч полонених. У 1737 році фортецею оволоділи російські війська фельдмаршала Б. Х. Мініха, але через 2 роки змушені були повернути її Туреччині. З історією Очакова пов'язані імена Семена Палія, керівника вдалого набігу запорожців в 1690 році на Очаків і Максима Залізняка, який підняв народне повстання в 1768 році на Правобережній Україні, куди він перебрався з Очакова. Після поразки в Полтавській битві шведський король Карл XII із залишками своїх військ біг до Туреччини і 19 — 23 липня 1709 року знаходився в Очакові.

### Під владою Російської імперії
Остаточно Очаків був звільнений від турецького владицтва 6 грудня 1788 року, коли російські війська по командуванням князя Потьомкіна штурмом захопили фортецею. Цьому передувала блискуча перемога Олександра Суворова, яка прискорила перемогу Росії у війні, коли він з меншими силами російських військ знищив турецький десант, який 1 серпня 1787 висадився на Кінбурнській косі. У битвах при форті Кінбурн, в Дніпро-бузькому лимані, при облозі і штурмі Очакова своєю безстрашністю і героїзмом відзначилися загони козаків Чорноморського війська, очолювані кошовим отаманом Сидором Білим, а після його загибелі — Захаром Чепігою.
У 1792 році на місці зруйнованої турецької фортеці було закладено місто Очаків, яке стало портовим містом, центром обширного повіту, що включав землі на північ від морського узбережжя між річками Південний Буг і Дністер. Але з стрімким зростанням «новонародженої» в 1794 році сусідньої Одеси значення Очакова як торгового порту поступово було втрачене.

## Населення
1990 року в районі проживало 36,9 тис. осіб, з яких 19,4 тис. в місті Очаків; налічувалось 1 місто і 30 сіл.
Розподіл населення за віком та статтю (2001)
| Стать | Всього | До 15 років | 15-24 | 25-44 | 45-64 | 65-85 | Понад 85 |
| --- | ------ | ----------- | ----- | ----- | ----- | ----- | -------- |
| Чоловіки | 8218   | 1644        | 1231  | 2512  | 2085  | 723   | 23       |
| Жінки | 8844   | 1539        | 1153  | 2292  | 2404  | 1360  | 96       |
| \| Статево-вікова піраміда \| Статево-вікова піраміда \| Статево-вікова піраміда \| \| ----------------------- \| ----------------------- \| ----------------------- \| \| Чоловіки \| Вік \| Жінки \| \| 23 \| 85 + \| 96 \| \| 30 \| 80-84 \| 150 \| \| 112 \| 75-79 \| 294 \| \| 271 \| 70-74 \| 456 \| \| 310 \| 65-69 \| 460 \| \| 551 \| 60-64 \| 759 \| \| 350 \| 55-59 \| 407 \| \| 530 \| 50-54 \| 581 \| \| 654 \| 45-49 \| 657 \| \| 708 \| 40-44 \| 713 \| \| 595 \| 35-39 \| 574 \| \| 582 \| 30-34 \| 468 \| \| 627 \| 25-29 \| 537 \| \| 628 \| 20-24 \| 572 \| \| 603 \| 15-20 \| 581 \| \| 674 \| 10-14 \| 624 \| \| 521 \| 5-9 \| 485 \| \| 449 \| 0-4 \| 430 \| |        |             |       |       |       |       |          |
| Статево-вікова піраміда |        |             |       |       |       |       |          |
| Чоловіки | Вік    | Жінки       |       |       |       |       |          |
| 23 | 85 +   | 96          |       |       |       |       |          |
| 30 | 80-84  | 150         |       |       |       |       |          |
| 112 | 75-79  | 294         |       |       |       |       |          |
| 271 | 70-74  | 456         |       |       |       |       |          |
| 310 | 65-69  | 460         |       |       |       |       |          |
| 551 | 60-64  | 759         |       |       |       |       |          |
| 350 | 55-59  | 407         |       |       |       |       |          |
| 530 | 50-54  | 581         |       |       |       |       |          |
| 654 | 45-49  | 657         |       |       |       |       |          |
| 708 | 40-44  | 713         |       |       |       |       |          |
| 595 | 35-39  | 574         |       |       |       |       |          |
| 582 | 30-34  | 468         |       |       |       |       |          |
| 627 | 25-29  | 537         |       |       |       |       |          |
| 628 | 20-24  | 572         |       |       |       |       |          |
| 603 | 15-20  | 581         |       |       |       |       |          |
| 674 | 10-14  | 624         |       |       |       |       |          |
| 521 | 5-9    | 485         |       |       |       |       |          |
| 449 | 0-4    | 430         |       |       |       |       |          |

Національний склад населення за даними перепису 2001 року:
| Національність | Кількість осіб | Відсоток |
| -------------- | -------------- | -------- |
| українці       | 14537          | 85,20 %  |
| росіяни        | 1742           | 10,21 %  |
| молдовани      | 233            | 1,37 %   |
| гагаузи        | 163            | 0,96 %   |
| білоруси       | 126            | 0,74 %   |
| інші           | 126            | 0,74 %   |

Мовний склад населення за даними перепису 2001 року:
| Мова       | Кількість осіб | Відсоток |
| ---------- | -------------- | -------- |
| українська | 14539          | 85,21 %  |
| російська  | 2162           | 12,67 %  |
| молдовська | 139            | 0,81 %   |
| гагаузька  | 85             | 0,50 %   |
| білоруська | 52             | 0,30 %   |
| інші       | 85             | 0,50 %   |

Населення Очаківського району, станом на 2011 рік, становило 15,9 тис. осіб[джерело?].

## Адміністративний устрій

Будівля Очаківської районної ради і Очаківської районної державної адміністрації

Кількість рад:
- Міських — 1,
- Районних — 1,
- Сільських — 11.

Кількість населених пунктів:
- Місто — 1,
- Сіл — 29.

## Політика
25 травня 2014 року відбулися Президентські вибори України. У межах Очаківського району було створено 18 виборчих дільниць. Явка на виборах складала — 53,30 % (проголосували 6 607 із 12 395 виборців). Найбільшу кількість голосів отримав Петро Порошенко — 43,83 % (2 896 виборців); Сергій Тігіпко — 13,12 % (867 виборців), Юлія Тимошенко — 11,78 % (778 виборців), Вадим Рабінович — 7,63 % (504 виборців), Петро Симоненко — 6,19 % (409 виборців). Решта кандидатів набрали меншу кількість голосів. Кількість недійсних або зіпсованих бюлетенів — 2,09 %.

## Економіка
За часів радянської влади на території району склалось високоінтенсивне сільське господарство, із спеціалізацією рослинництва на зернових і технічних культурах (озима пшениця, кукурудза, ячмінь), виноградарстві, садівництві й овочівництві; тваринництва — м'ясо-молочного напрямку (скотарство, вівчарство, свинарство). Станом на 1989 рік в районі налічувалось 58,9 тис. га сільгоспугідь: 45,3 тис. га — орні землі, 7 тис. га — пасовища і сіножаті, 6,2 тис. га — виноградинки, зрошувалось 3,8 тис. га. В районі було створено 9 радгоспів (з яких 2 радгоспи-заводи — «Лиманський» і «Ольвія») і 2 колгоспи.
За радянської влади діяли переробні підприємства харчової промисловості: дослідний мідійно-устричний рибоконсервний (Очаків), винно-соковий (с. Парутине), хлібо- і молокозаводи, харчо-смакова фабрика. В Очакові діяла швейна фабрика.
Через сприятливі кліматичні умови було створено ряд рекреаційних закладів, баз відпочинку: турбаза «Очаків», санаторії «Сонячний» і «Золотий колос».

## Транспорт
Загальна протяжність автошляхів в районі 150 км, з яких 141 км з твердим покриттям, проходить автошлях E58.
У місті Очаків діє морський порт.

## Культура
В районі діє ряд музеїв:
- Історико-археологічний заповідник «Ольвія» на місті античного поселення Ольвія в селі Парутине.
- Воєнно-історичний музей імені О. В. Суворова в місті Очакові.
- Музей лейтенанта П. П. Шмідта.
- Музей мариністичного живопису Р. Г. Судоковського.
- Літературний музей міста Очаків.
- Музей радгоспу «Україна» в селі Кам'янка.
- Музей радгоспу «Сонячний» в селі Іванівка.

### Пам'ятки
В Очаківському районі Миколаївської області на обліку перебуває 2 пам'ятки архітектури, 42 — історії та одна — монументального мистецтва.

### Пам'ятники
В районі споруджено ряд пам'ятників:
- О. В. Суворову в Очакові на місці перемоги над турецьким десантом 1787 року.
- Морякам монітору «Ударний».
- Пам'ятник на місці боїв 1941 року під час німецько-радянської війни на Кінбурнській косі в селі Покровка.
- Пам'ятник загиблим під час німецько-радянської війни землякам в селі Кам'янка.

## Видатні особистості
В районі жив, працював і помер депутат Миколаївської обласної ради, Герой України Іванов Федір Антонович.

### Відомі уродженці
В Очакові народилися:
- Руфін Судковський — художник-мариніст.
- Арон Копштейн — український поет.

В селі Покровка:
- Коломойцев Микола Миколайович — контрадмірал, герой Цусимської битви.